# Jennifer Saul
Jennifer Mather Saul (19 febbraio 1968) è una filosofa britannica.

## Biografia
Si occupa di filosofia del linguaggio e femminismo, ed è a capo del Dipartimento di Filosofia dell'Università di Sheffield.
Ha ottenuto il suo BA all'Università di Rochester e il suo MA e PhD all'Università di Princeton, dove ha studiato sotto la guida di Scott Soames. 
Nell'ambito della filosofia del linguaggio, Saul ha lasciato contributi significativi in diversi campi: il confine fra semantica e pragmatica, gli usi ingannevoli e manipolativi del linguaggio (Lying, Misleading, and What is Said: An Exploration in Philosophy of Language and in Ethics), la sostituibilità di termini coreferenziali (Substitution, Simple Sentences and Intuitions). 
Nell'ambito della filosofia femminista, Saul ha contribuito sia in ambito manualistico (Feminism: Issues & Arguments) che intervenendo su temi come bias impliciti, stereotipi di genere, reificazione del corpo femminile, pornografia e, non da ultimo, sulla storia del vibratore. 
Nel dicembre 2011, Jennifer Saul è stata insignita del premio "Distinguished Woman Philosopher" a Washington, D.C. da parte della Society for Women in Philosophy, per il suo contributo filosofico e per le iniziative da lei promosse volte a minimizzare l'impatto degli stereotipi di genere nell'ambito accademico anglosassone. 
Fra il 2011 e il 2013, Saul è stata direttrice di un progetto di ricerca sui bias impliciti che ha raccolto oltre 100 ricercatori di filosofia e psicologia per esplorare le implicazioni di questo fenomeno. 

## Pubblicazioni
- "Lying, Misleading, and What is Said: An Exploration in Philosophy of Language and in Ethics", Oxford University Press (2013).
- "Substitution, Simple Sentences and Intuitions", Oxford University Press (2007).
- "Feminism: Issues & Arguments", Oxford University Press (2003).
- "Politically Significant Terms and Philosophy of Language: Methodological Issues" Anita Superson and Sharon Crasnow, Analytic Feminist Contributions to Traditional Philosophy, Oxford University Press 2012.
- "Implicit Bias, Stereotype Threat and Women in Philosophy" forthcoming in Women in Philosophy: What Needs to Change?_, Edited by Fiona Jenkins and Katrina Hutchison, Oxford University Press.
- “Just Go Ahead and Lie”, Analysis, January 2012.
- “Rankings of Quality and Rankings of Reputation: Problems for both from Implicit Bias”, Journal of Social Philosophy 2012.
- “Maker's Knowledge or Perpetuator's Ignorance?” Jurisprudence 2012.
- “Conversational Implicature, Speaker Meaning, and Calculability” Klaus Petrus (ed.) Meaning and Analysis: New Essays on H. Paul Grice, Palgrave MacMillan 2010
- “Conversational Implicature, Speaker Meaning, and Calculability”, Klaus Petrus (ed.) Meaning and Analysis: New Essays on H. Paul Grice, Palgrave 2010, 170-183.
- “Speaker Meaning, What is Said, and What is Implicated”, Noûs, Vol.36 No.2, 2002, pp. 228–248.
- "What is Said and Psychological Reality: Grice's Project And Relevance Theorists' Criticisms", Linguistics & Philosophy, 25, 2002, pp. 347–372.
- "What are Intensional Transitives?", Proceedings of the Aristotelian Society, 2002, Supplementary Volume LXXVI, 2002, pp. 101–120.
- (con David Braun) "Simple Sentences, Substitution, and Mistaken Evaluations", Philosophical Studies, Vol. 111, 2002, pp. 1–41.